# Patrik Frisk
Allan Eyvind Patrik Frisk, född 16 april 1969 i Åre, är en svensk musikproducent och kompositör. Han föddes i Åre men är uppvuxen i Hede i Härjedalen. Frisk har producerat musik åt bland andra Ronny och Ragge, Uno Svenningsson, Simon Gyllenstråhle, Carola Häggkvist, Tomas Ledin, Takida, Marie Lindberg och Corroded. Han var även den som startade hårdrockslabeln Ninetone Records, där han fungerar som A&R samt producent. Han bor i Kvissleby utanför Sundsvall med sin familj. Han är bror till musikern Pontus Frisk. Frisks involvering i Ronny och Ragges låtar upptäcktes i Sverige av Anton Magnusson.

## Bakgrund
Frisk gick två år på musiklinjen vid Härnösands gymnasium där han spelade piano som huvudinstrument. Frisk flyttade sedan till Stockholm och började försörja sig som turnerande musiker. Han medverkade bland annat som musiker på Rocktåget 1992, Rocktåget 1994 och Rocktåget 1995. Patrik Frisk drog sig mer och mer mot studioarbete i mitten av 90-talet för att helt sluta med turnerandet 1998 och enbart producera och skriva musik. 2004 startade han skivbolaget Ninetone Records som är en stark hårdrockslabel i Sverige.

## Verk (I urval)
- 1993 - Ronny och Ragge - Let's Pök! (musiker)
- 2000 – Tomas Ledin - Djävulen & ängeln
- 2000 – Carola - My Show
- 2002 – Lutricia McNeal - Metroplex
- 2006 – Takida - ...Make You Breathe
- 2006 – April Divine - Almost Famous
- 2006 – The Confusions - 5AM
- 2007 – CrashDïet - The Unattractive Revolution
- 2007 – Takida - Bury the Lies[4]
- 2007 – Marie Lindberg - Trying To Recall
- 2008 – Uno Svenningsson - Jag sjunger för dig
- 2008 – Itchy Daze - Daze Of Our Life
- 2009 - Patrik Frisk - Soul Lotion
- 2009 - Corroded - Eleven Shades Of Black
- 2009 - Plan Three - Screaming Our Sins
- 2010 - Corroded - Exit To Transfer
- 2010 - Itchy Daze - Promise Little Ruin Much
- 2010 - Sherlock Brothers - Black Cat Tango
- 2010 - Lillasyster - 3